# Münchwilen (Aargau)
Münchwilen is een gemeente en plaats in het Zwitserse kanton Aargau en maakt deel uit van het district Laufenburg.
Münchwilen telt 893 inwoners.